# Douglas Croft
Douglas Malcolm Wheatcroft, né le 12 août 1926 à Seattle et mort le 24 octobre 1963 à Los Angeles, est un acteur américain, connu pour être le premier et le plus jeune interprète de Robin en 1943 dans Batman, alors qu'il est âgé de 16 ans.

## Biographie
Douglas Croft naît à Seattle, Washington. Au cours de sa brève carrière, il joue dans de nombreux films au cinéma, notamment pour la Warner Bros. Interprétant la plupart du temps le rôle d'un jeune personnage, il joue également le rôle de George M. Cohan. Mais surtout, il est connu pour être le premier à avoir endossé le costume de Robin dans Batman (un serial de 1943). Il meurt alors qu'il n'est âgé que de 37 ans, à Los Angeles, Californie. Aujourd'hui, Douglas Croft est enterré au cimetière de Fort Rosecrans, à San Diego, Californie.

## Filmographie
- 1941 : Adieu jeunesse (Remember the Day) de Henry King : Dewey Roberts (enfant)
- 1942 : Crimes sans châtiment (Kings Row) de Sam Wood : Drake McHugh (enfant)
- 1942 : Not a Ladies' Man de Lew Landers : Bill Bruce
- 1942 : La Glorieuse Parade (Yankee Doodle Dandy) de Michael Curtiz : George M. Cohan, à 13 ans
- 1942 : Vainqueur du destin (The Pride of The Yankees) de Sam Wood : Lou Gehrig (enfant)
- 1942 : La Maison de mes rêves (George Washington Slept Here) de William Keighley : Raymond
- 1943 : Harrigan's Kid de Charles Reisner : Skip
- 1943 : Lily Mars vedette (Presenting Lily Mars) de Norman Taurog : Davey
- 1943 : Batman (The Batman) de Lambert Hillyer : Robin/Dick Grayson
- 1945 : River Gang de Charles David : Slug
- 1947 : Mac Coy aux poings d'or (Killer McCoy) de Roy Rowland : Danny Burns, le vendeur de journaux